# ZPU-4
El ZPU-4 es un sistema antiaéreo remolcado, basado en la ametralladora pesada soviética KPV calibre 14,5 mm. Entró en servicio en la Unión Soviética en 1949 y es empleado en más de 50 países alrededor del mundo. Existen versiones de dos y una ametralladora, llamadas ZPU-2 y ZPU-1.

## Descripción
El desarrollo del ZPU-2 y el ZPU-4 empezó en 1945, mientras que el desarrollo del ZPU-1 empezó en 1947. Los tres sistemas entraron en servicio en 1949. Se desarrollaron miras ópticas calculadoras mejoradas para estos en la década de 1950.
Todas las armas de la serie ZPU tienen cañones de cambio rápido enfriados por aire y pueden disparar una amplia variedad de municiones, inclusive balas antiblindaje incendiarias (B32, BS41), antiblindaje incendiarias trazadoras (BZT) e incendiarias trazadoras (ZP). Cada ametralladora tiene una cadencia máxima de unas 600 balas por minuto, aunque en la práctica está limitada a unas 150 balas por minuto. 
El ZPU-4 está montado sobre un afuste de cuatro ruedas similar al empleado por el obsoleto cañón automático M1940 (72-K) de 25 mm. Para disparar, el sistema es apoyado sobre soportes. Puede emplazarse y disparar en unos 15-20 segundos, además de poder disparar apoyado sobre las ruedas si es necesario. 
El ZPU-2 fue construido en dos versiones distintas; el primer modelo tenía dos ruedas que se quitaban cuando se situaba en posición de disparo y grandes guardafangos, mientras que en el modelo posterior las ruedas se pliegan y elevan sobre el suelo cuando se stiua en posición de disparo.
El ZPU-1 va montado sobre un afuste con dos ruedas y puede desmontarse en varias piezas de 80 kg para su transporte a través de terreno accidentado.
Versiones de este sistema antiaéreo son producidas en China y Corea del Norte.

## Historia

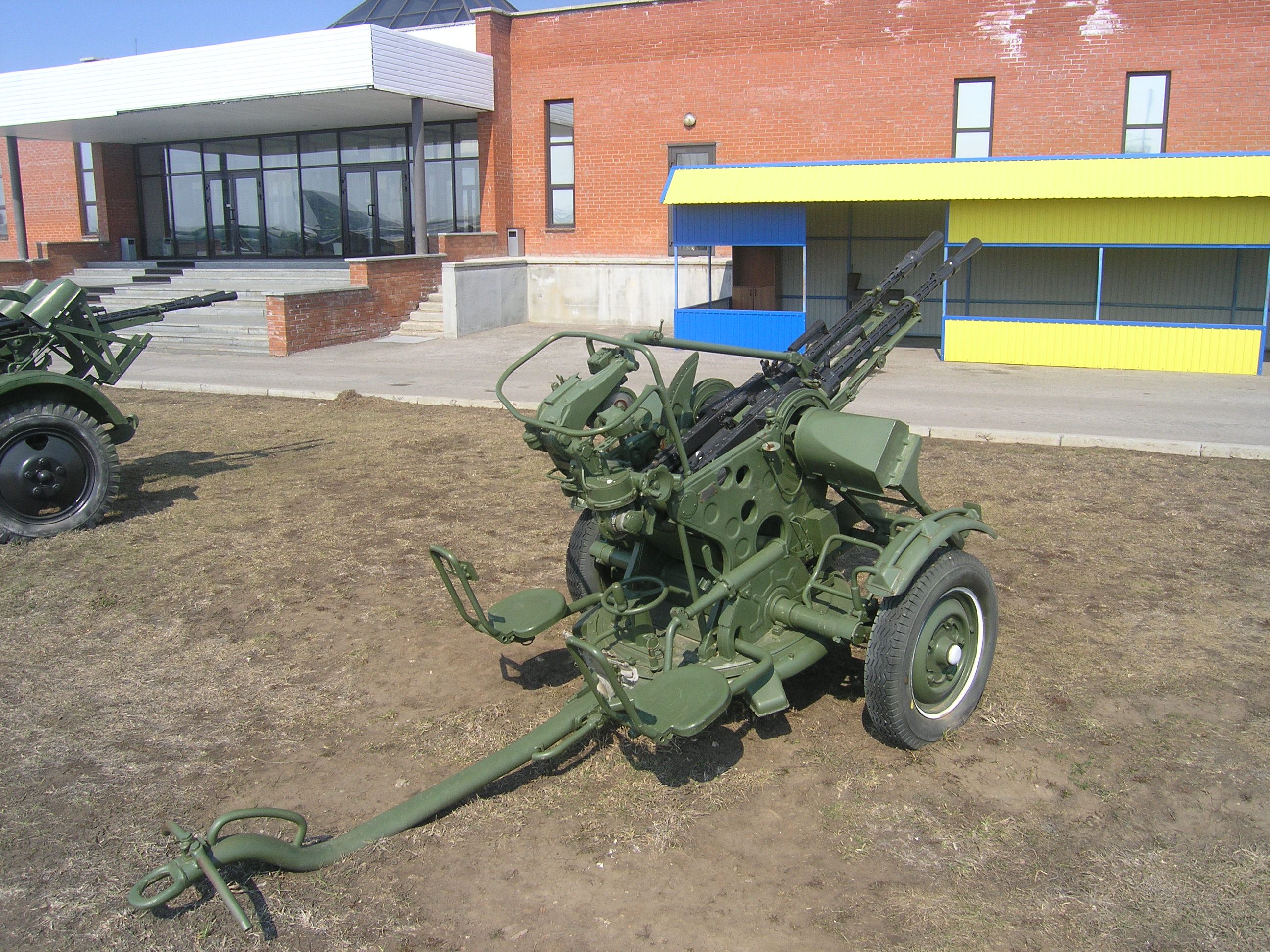
Un ZPU-2 en el Museo Técnico de Toliatti.

Los sistemas antiaéreos fueron empleados durante la guerra de Corea por las fuerzas chinas y nor-coreanas, siendo posteriormente considerados como los contrincantes más peligrosos para los helicópteros estadounidenses en Vietnam. Más tarde fue empleado por Marruecos y el Frente Polisario en la guerra del Sahara Occidental. Además fue empleado por las fuerzas iraquíes durante la guerra del Golfo y nuevamente en la Invasión de Irak de 2003. 
Fue reemplazado en el Ejército ruso por el más nuevo y potente cañón automático doble ZU-23-2 de 23 mm.
El ZPU-4 ha sido ampliamente empleado por ambos bandos en la Rebelión libia de 2011.

## Munición

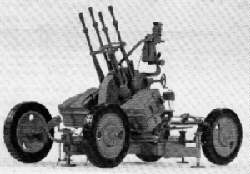
Un ZPU-4.

- Antiblindaje incendiaria (BS41) - Monta una bala encamisada con núcleo de carburo de wolframio. La bala pesa 64,4 g (2,27 onzas) y tiene una velocidad de boca de 976 m/s (3.202 pies/s). Puede penetrar 32 mm de blindaje a 500 m con un ángulo de impacto de 90 grados.
- Antiblindaje incendiaria trazadora (BZT) - Monta una bala encamisada con núcleo de acero. La bala pesa 59,56 g (2,10 onzas) y tiene una velocidad de boca de 1.005 m/s (3.297 pies/s). La mezcla trazadora arde hasta una distancia de 2.000 m (2.187 yardas).
- Incendiaria trazadora (ZP) - Su bala pesa 59,68 g (2,10 onzas).

Estos cartuchos también son producidos en Bulgaria, China, Egipto, Polonia y Rumania.

## Variantes
- ZPU-4
  - Tipo 56 - Versión china.
- ZPU-2
  - Tipo 58 - Versión china.
- ZPU-1

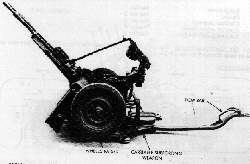
Un ZPU-2.

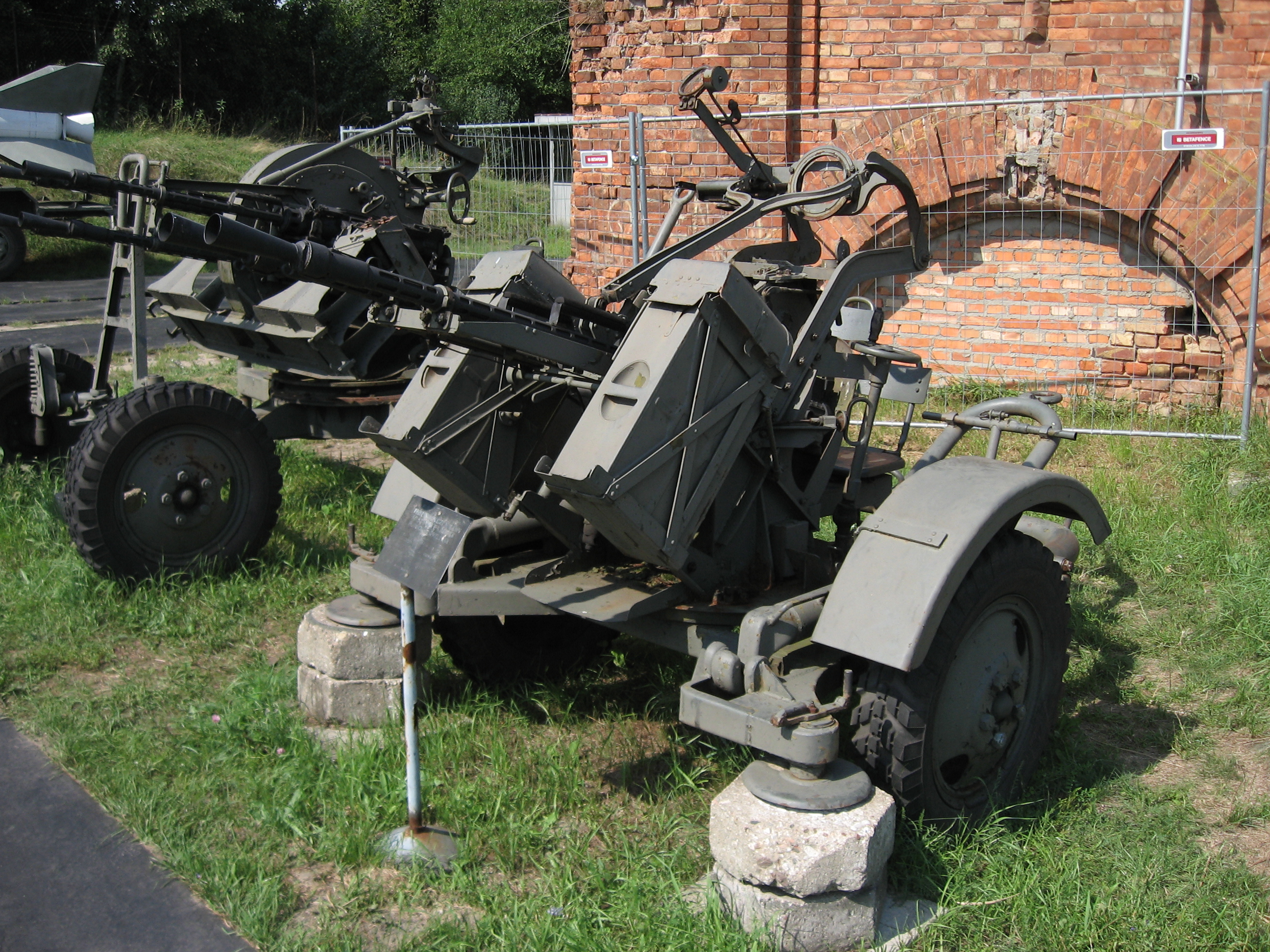
Un ZPU-2.

- Cañón antiaéreo autopropulsado BTR-40A - Un BTR-40 con un ZPU-2 montado en la parte posterior. Entró en servicio en 1950.
- Cañón antiaéreo autopropulsado BTR-152A - Un BTR-152 con un ZPU-2 montado en la parte posterior. Entró en servicio en 1952.
- ZU-2 - versión de dos cañones destinados a Tropas Aerotransportadas (más ligero que el ZPU-2), desarrollado a partir del ZPU-1.

## Especificaciones

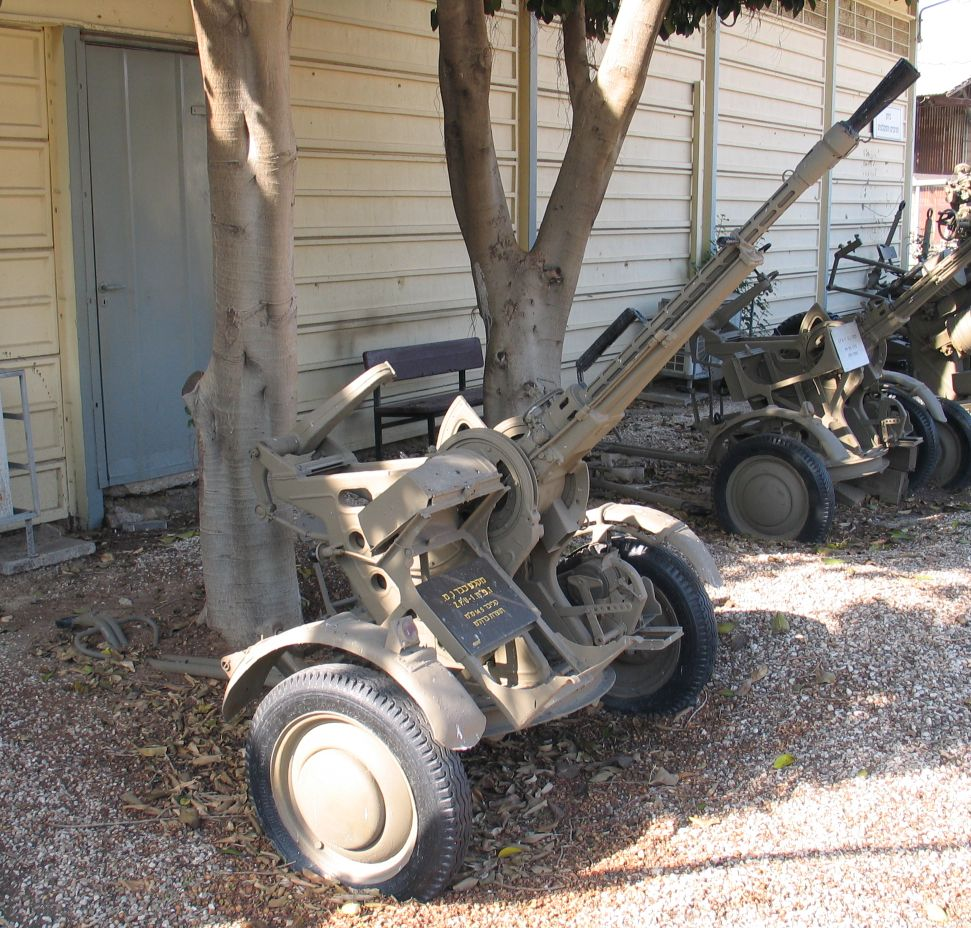
El ZPU-1 del Museo Batey ha-Osef, Israel.

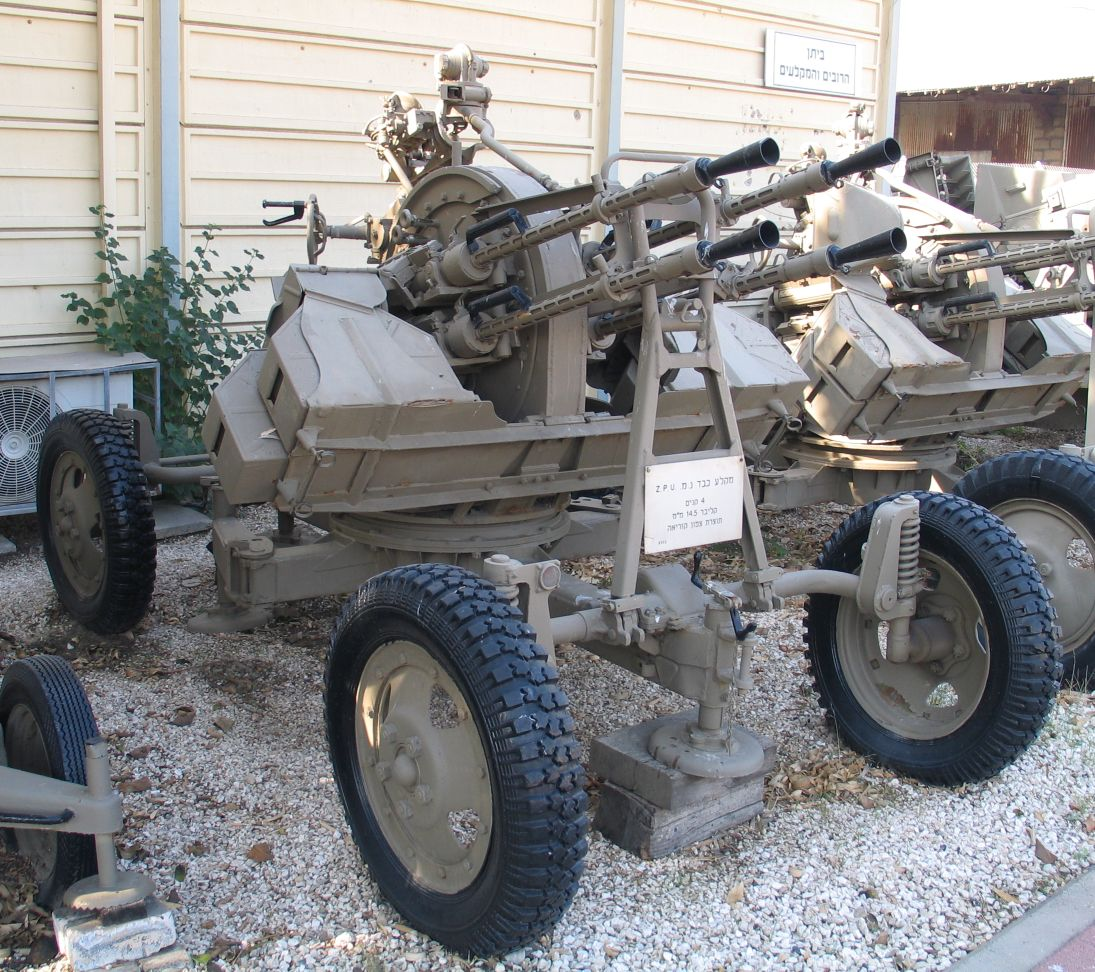
El ZPU-4 del Museo Batey ha-Osef, Israel.

| Modelo               | ZPU-1               | ZPU-2               | ZU-2                | ZPU-4               |
| -------------------- | ------------------- | ------------------- | ------------------- | ------------------- |
| Cañones              | 1                   | 2                   | 2                   | 4                   |
| Peso (remolcado)     | 413 kg (910 lb)     | 994 kg (2,191 lb)   | 649 kg (1,430 lb)   | 1,810 kg (3,990 lb) |
| Peso (disparando)    | 413 kg (910 lb)     | 639 kg (1,408 lb)   | 621 kg (1,369 lb)   | 1,810 kg (3,990 lb) |
| Largo (remolcado)    | 3,44 m (11,28 ft)   | 3,54 m (11.61 ft)   | 3,87 m (12,69 ft)   | 4,53 m (14,86 ft)   |
| Ancho (remolcado)    | 1,62 m (5,31 ft)    | 1,92 m (6,29 ft)    | 1,37 m (4,49 ft)    | 1,72 m (5,64 ft)    |
| Alto (remolcado)     | 1,34 m (4,39 ft)    | 1,83 m (6,00 ft)    | 1,1 m (3.60 ft)     | 2,13 m (7 ft)       |
| Elevación            | +88/-8              | +90/-7              | +85/-15             | +90/-10             |
| Rotación             | 360                 | 360                 | 360                 | 360                 |
| Alcance máximo       | 8.000 m (8.749 yds) | 8.000 m (8.749 yds) | 8.000 m (8.749 yds) | 8.000 m (8.749 yds) |
| Altitud máxima       | 5.000 m (16.404 ft) | 5.000 m (16.404 ft) | 5.000 m (16.404 ft) | 5.000 m (16.404 ft) |
| Altitud efectiva     | 1.400 m (4.593 ft)  | 1.400 m (4.593 ft)  | 1.400 m (4.593 ft)  | 1.400 m (4.593 ft)  |
| Munición (cartuchos) | 1.200               | 2.400               | 2.400               | 4.800               |
| Artilleros           | 4                   | 5                   | 5                   | 5                   |

## Usuarios
- Afganistán
- Albania
- Angola
- Argelia
- Bangladés
- Benín
- Bulgaria
- Burkina Faso
- Burundi
- Camboya
- Camerún
- Cabo Verde
- Chad
- China
- Corea del Norte
- Croacia
- Cuba
- Egipto
- Etiopía
- Ghana
- Guinea
- Guinea-Bisáu
- Irán
- Irak
- Israel
- Laos
- Libia
  -  Ejército de Liberación Nacional Libio
- Madagascar
- Malaui
- Mali
- Malta
- Marruecos
- Mauritania
- Mongolia
- Mozambique
- Namibia
- Nicaragua
- Pakistán
- Rumania
- Rusia
- Santo Tomé y Príncipe
- Seychelles
- Sri Lanka
- Somalia
- Sudáfrica
- Sudán
- Siria
- Tanzania
- Togo
- Uganda
- Unión Soviética
- Vietnam
- Yugoslavia
- Zambia
- Zaire
- Zimbabue